# 졸업 (2019년 영화)
"졸업"(Graduation)은 한국에서 제작된 박주환 감독의 2019년 다큐멘터리 영화이다. "우리가 함께 꿈꾸었던 졸업"이라는 제목으로 광고되었다. 2019년 11월 7일 대한민국에서 개봉되었다.

## 기타
- 구성: 박주환
- 구성: 김성환
- 프로듀서: 김성환
- 조감독: 권소운
- 녹음: 원동은
- 녹음: 진지은
- 녹음: 한누리
- 사운드: 김동환
- 타이틀: 윤주태
- 배급총괄: 김일권
- 국내배급: 김혜림
- 국내배급: 이현경
- 해외배급: 강봉수
- 마케팅홍보: 오보라
- 마케팅홍보: 안미진
- 보조촬영: 김종원
- 보조촬영: 방병호
- 보조촬영: 이민엽
- 보조촬영: 홍만석
- 보조촬영: 홍석원
- 자막 검수: 한누리
- 자막 검수: 이효정
- 장비지원: 지종배
- 영상 제공: 이후선
- 영상 제공: 우정수
- 영상 제공: 노영균
- 영상 제공: 김영복
- 포스터 디자인: 한라산
- 번역: 이준호